# Springdale (hrabstwo Lexington)
Springdale – miasto w Stanach Zjednoczonych, w stanie Karolina Południowa, w hrabstwie Lexington.